# باري ماكورميك
باري ماكورميك (بالإنجليزية: Barry McCormick)‏ هو لاعب كرة قدم أمريكي، ولد في 25 ديسمبر 1874 في مايسفيل في الولايات المتحدة، وتوفي في 28 يناير 1956 في سينسيناتي في الولايات المتحدة. لعب مع مينيابوليس ميلرز ‏.

## وصلات خارجية
- باري ماكورميك على موقعبيزبول رفرنس.كوم (الدوري الرئيسي) (الإنجليزية)
- باري ماكورميك على موقعبيزبول رفرنس.كوم (الدوري الثانوي) (الإنجليزية)